# Hans Koolmees
Hans Koolmees (* 27. Oktober 1959 in Abcoude) ist ein niederländischer Komponist.
Koolmees studierte am Konservatorium von Rotterdam bei Jet Dubbeldam Orgel, bei Bernard van Beurden Dirigieren, bei Klaas de Vries Komposition und bei Gilius van Bergeijk elektronische Musik. Er wirkt als Dozent, Organist und Komponist. Seine Werke wurden von Oliver Knussen, Daniel Reuss, Jurjen Hempel, Ellen Corver, Lucas Vis, dem Residentie Orkest, der Cappella Amsterdam, dem DoelenEnsemble, dem Schönberg Quartett, dem Rembrandt Trio und dem Nederlands Ballet Orkest aufgeführt.
1994 erhielt er für seine Kantate für großes Orchester den ersten Preis des vom Residentie Orkest anlässlich seines neunzigjährigen Bestehens ausgeschriebenen Kompositionswettbewerbes. 1999 veranstaltete das Theater Lantaren/Venster in Rotterdam ein viertägiges Festival mit seiner Musik, bei dem u. a. sein Oratorium De Toren van Babel uraufgeführt wurde. Seit 2002 ist Koolmees künstlerischer Leiter des DoelenEnsembles.
| Personendaten    | Personendaten              |
| ---------------- | -------------------------- |
| NAME             | Koolmees, Hans             |
| KURZBESCHREIBUNG | niederländischer Komponist |
| GEBURTSDATUM     | 27. Oktober 1959           |
| GEBURTSORT       | Abcoude                    |